# Dazhou
Dazhou (chinesisch 达州, Pinyin Dázhōu) ist eine bezirksfreie Stadt im Nordosten der chinesischen Provinz Sichuan. Dazhou hat eine Fläche von 16.580 km² und 5.385.422 Einwohner (Stand: Zensus 2020). In dem eigentlichen städtischen Siedlungsgebiet von Dazhou leben ca. 1.150.000 Menschen (Stand: Zensus 2020).

## Administrative Gliederung
Dazhou setzt sich aus zwei Stadtbezirken, einer kreisfreien Stadt und vier Kreisen zusammen (Stand: Zensus 2020):
- Stadtbezirk Tongchuan – 通川区 Tōngchuān Qū, 863 km², 905.678 Einwohner;
- Stadtbezirk Dachuan – 达川区 Dáchuān Qū, 2.179 km², 945.191 Einwohner;
- Stadt Wanyuan – 万源市 Wànyuán Shì, 4.011 km², 406.685 Einwohner;
- Kreis Xuanhan – 宣汉县 Xuānhàn Xiàn, 4.271 km², 954.090 Einwohner;
- Kreis Kaijiang – 开江县 Kāijiāng Xiàn, 1.031 km², 414.310 Einwohner;
- Kreis Dazhu – 大竹县 Dàzhú Xiàn, 2.085 km², 841.960 Einwohner;
- Kreis Qu – 渠县 Qú Xiàn, 2.015 km², 917.508 Einwohner.